# Нюхчозеро
Ню́хчозеро (другие названия: Ню́хчезеро, Че́ла, Ню́хча) — озеро на юго-западе Онежского района Архангельской области.

## Общие сведения
Площадь озера — 6,1 км², площадь водосборного бассейна — 89 км². Располагается на высоте 182,3 метров над уровнем моря.
Форма озера лопастная, подковообразная. Озеро, как и большинство окружающих озёр, ледникового происхождения. Дно плоское, покрытое толщей илов. Берега изрезанные, преимущественно заболоченные. В озере расположены пять безымянных островов.
Из Нюхчозера на северо-западе вытекает река Нюхча, впадающая в Онежскую губу Белого моря. С юга в озеро впадает протока из Ужмасозера.
Ранее на полуострове в центре озера существовала одноимённая деревня, расселённая в 1950-х годах.
Озеро находится на территории Водлозерского национального парка, вблизи его северной границы; на озере расположен один из кордонов парка. Через верховые болота на восточном берегу озера проходит евразийский континентальный водораздел между бассейнами Северного Ледовитого океана (к которому относится и Нюхчозеро) и Атлантического океана.
Код объекта в государственном водном реестре — 02020001411102000009148.

## Топонимия
Название озера происходит от саамского njukča «лебедь» и русского «озеро».